# Magnuskerk (Bellingwolde)
De Magnuskerk in Bellingwolde dateert vermoedelijk uit de veertiende eeuw. Het oorspronkelijke gebouw is ernstig beschadigd door de uitbreiding van de Dollard en in 1527 geheel vernieuwd, onder andere met materiaal van de in 1504 gesloopte kleine toren van Ulsda. Daarbij kreeg de kerk een laatgotisch uiterlijk met een versmald driezijdig gesloten koor. Volgens een bericht uit 1510 was de kerk gewijd aan de heilige Magnus. Later beweerde men dat het gebouw was gewijd aan de apostel Jacobus. Kennelijk was er sprake van verwarring met de gesloopte Jacobuskerk van Houwingaham.
De kerk ging in 1593 over in protestantse handen. De omwenteling verliep zonder noemenswaardige problemen. Er werden geen vernielingen aangericht. In 1929 werd de kerk gerestaureerd, waarbij ook de witte pleisterlaag van de buitenmuren werd gehaald.
De kerk heeft een vrijstaande toren waarvan de onderbouw dateert uit 1720 en de bovenbouw uit 1909. In de toren bevinden zich twee historische luidklokken die gegoten zijn in 1697 en een die gegoten is in 2016. Het mechanische uurwerk uit de toren dateert uit de 17e eeuw en is dus ouder dan de toren zelf. Op de eerste verdieping van de toren ligt een zandstenen grafsteen uit de 12e of 13e eeuw.
De preekstoel dateert uit 1660 en is vervaardigd door meester-kistenmaker Christopher. Het kerkorgel is in 1797 gebouwd door Heinrich Hermann Freytag en Frans Casper Snitger

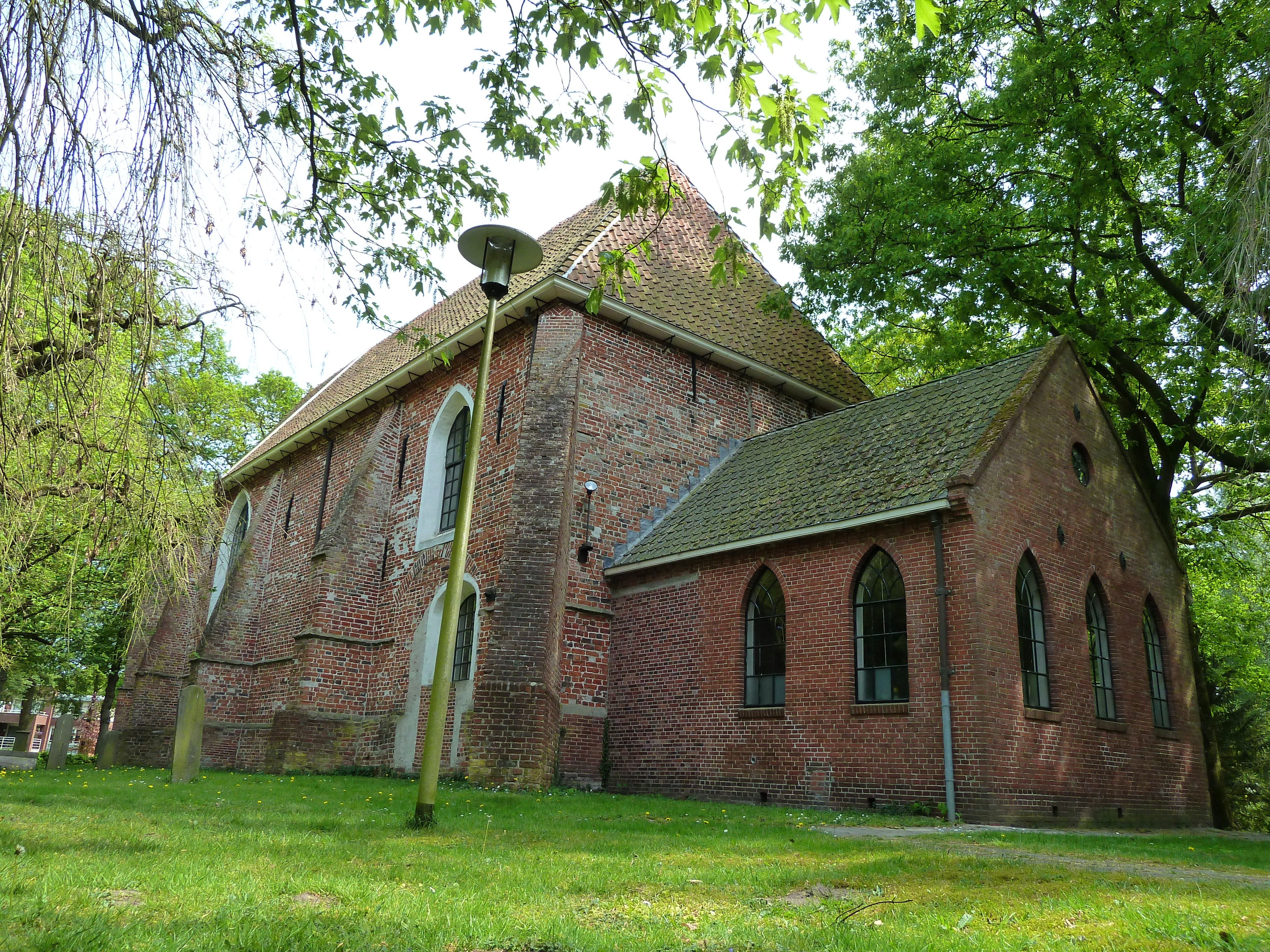
Achteraanzicht
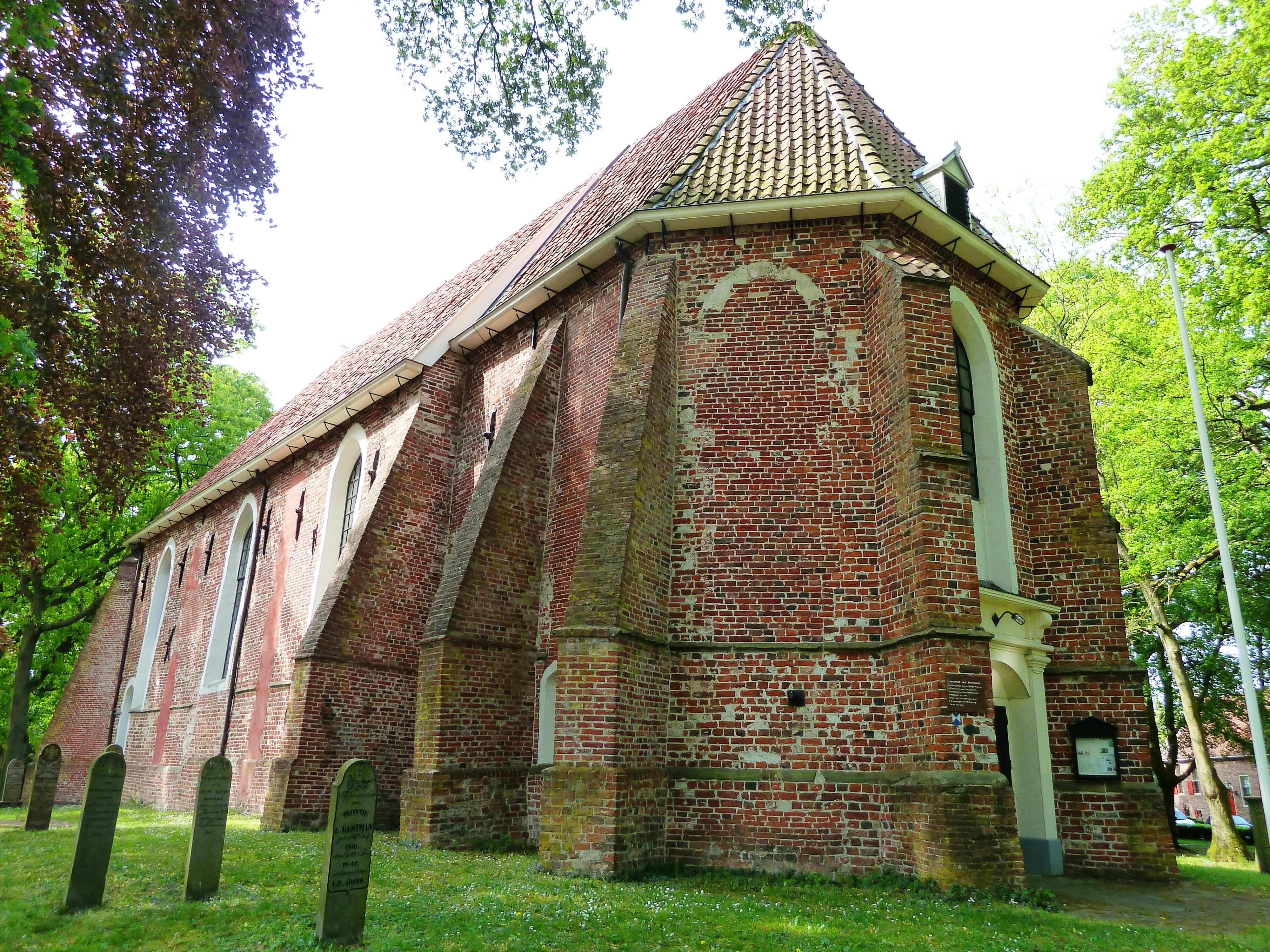
Zijaanzicht
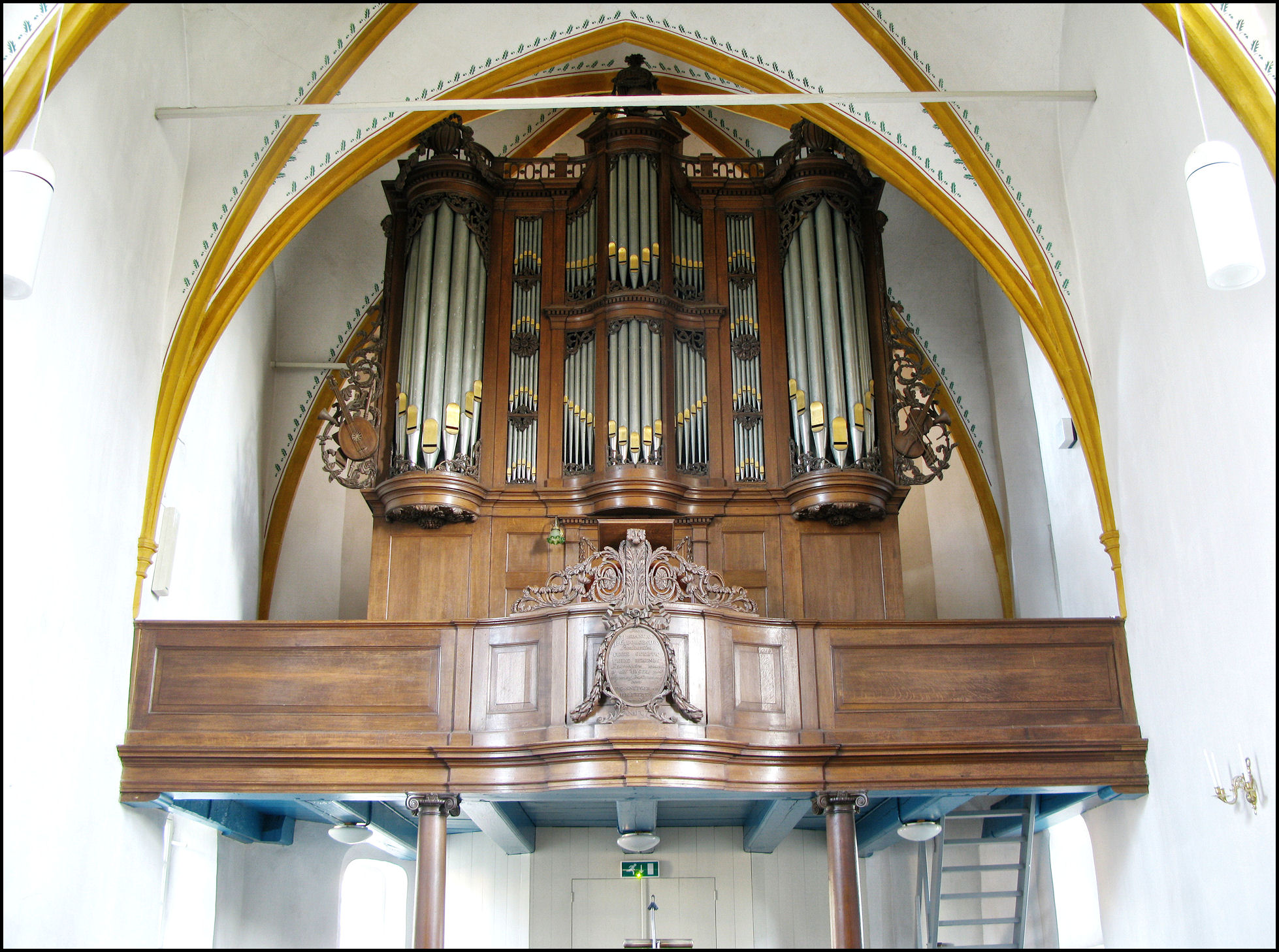
Orgel
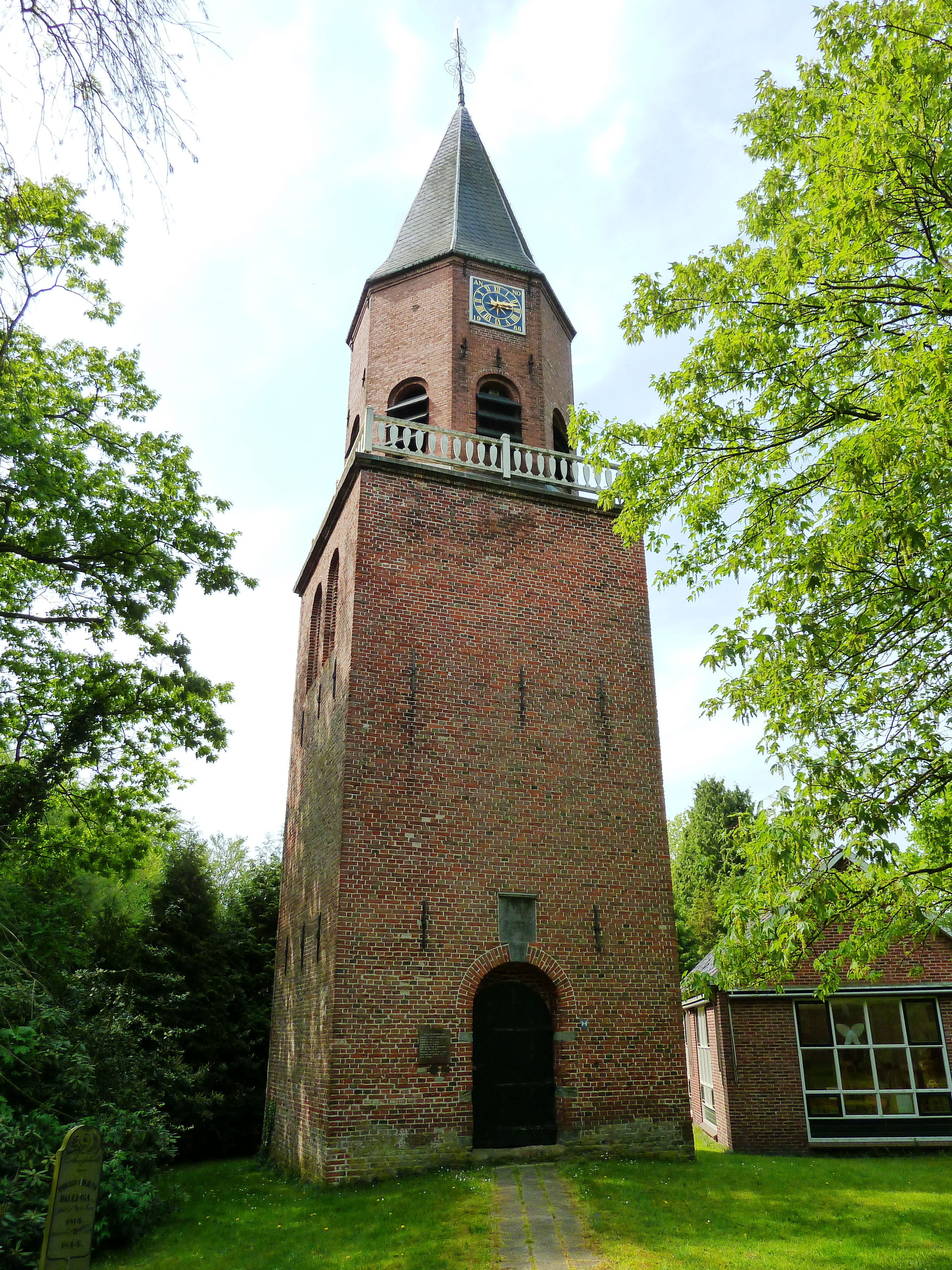
Toren